# Katutura Centrale
Il distretto elettorale di Katutura Centrale è un distretto elettorale della Namibia situato nella Regione di Khomas con 24.608 abitanti al censimento del 2011.
È situato nella parte centrale di Katutura, sobborgo della capitale Windhoek